# Nationaldemokratische Partei (Oostenrijk)
De Nationaldemokratische Partei (Nederlands: Nationaal-Democratische Partij, NDP) was een extreemrechtse en neofascistische politieke partij in Oostenrijk die van 1967 tot 1988 bestond.

## Geschiedenis
De NDP ontstond uit de rechts-populistische vleugel van de Freiheitliche Partei Österreichs (FPÖ) waarbinnen een richtingenstrijd was losgebroken tussen aanhangers van het extreemrechtse gedachtegoed en aanhanger van het nationaal liberalisme. Deze laatste groep kreeg de steun van partijleider Friedrich Peter die streefde naar een balans tussen rechts-populistisch en nationaal-liberale elementen binnen zijn partij. Toen duidelijk was dat partijleiding een groei van de rechts-populisten binnen de partij dwarsboomden stapten een groep rechts-populisten die er duidelijk neofascistische denkbeelden op na hielden onder leiding van Norbert Burger uit de FPÖ en richtten de Nationaldemokratische Partei (NDP) op. Burger was sinds 1953 leider van de Ring Freiheitlicher Studenten (Ring van Vrijheidslievende Studenten), een extremistische en Duits-nationale groepering, gelieerd aan de FPÖ. Daarnaast was Burger lid van de Befreiungsausschuss Südtirol (Bevrijdingscomité van Zuid-Tirol) die naar de "bevrijding" van de Italiaanse regio Zuid-Tirol streefde. De Befreiungsausschuss schuwde voor haar doeleinden geen geweld en werd door de Italiaanse overheid beschouwd als een terroristische organisatie.
De NDP zag zichzelf als een zusterorganisatie van de Nationaldemokratische Partei Deutschlands (NDP) en streefde naar de aanhechting van Oostenrijk aan Duitsland. De partij was uitgesproken racistisch en was een voorstander van de uitwijzing van gastarbeiders en was gekant tegen relaties tussen Oostenrijkers en "vreemdelingen". Pogingen om een referendum te organiseren om de Oostenrijkse grenzen te sluiten voor vreemdelingen liepen op niets uit. 
In 1980 nam Norbert Burger deel aan de presidentsverkiezingen en behaalde 140.741 (3,1%) van de stemmen. Centraal thema tijdens zijn campagne was de zogenaamde "Überfremdung", waarmee werd bedoeld de overname van Oostenrijk door vreemdelingen. Het relatieve succes van Burger bij de verkiezingen leidde in 1982 opnieuw tot een poging van de NDP om een referendum te organiseren met als doel de grenzen te sluiten voor vreemdelingen. Ditmaal werd de NDP in haar streven gesteund door andere extreemrechtse organisaties. 
Bij de presidentsverkiezingen van 1986 steunde de NDP de kandidatuur van de als uiterst rechtse bekendstaande Otto Scrinzi (FPÖ).
Het Grondwettelijk Hof merkte de NDP in 1988 aan als een nationaalsocialistische organisatie waarna de partij op grond van artikel 9 van de bondsgrondwet kon worden verboden. Op 21 november 1988 werd de NDP formeel ontbonden. Burger vormde hierop de Bürger-Rechts-Bewegung (Burgerrechtenbeweging) die een zieltogend bestaan leidde. Tot kort voor zijn dood gaf Burger Klartext. Zeitschrift für Lebensschutz, Freiheit und Menschenrechte, een extreemrechts tijdschrift, uit.

## Verkiezingen voor de Nationale Raad
De NDP deed maar aan één parlementsverkiezing mee, namelijk die van 1970. De partij kreeg daarbij 2.631 (0,06%) van de stemmen.